# Tapes (Rio Grande do Sul)
Tapes est une ville brésilienne de la mésorégion métropolitaine de Porto Alegre, capitale de l'État du Rio Grande do Sul, faisant partie de la microrégion de Camaquã et située à 102 km au sud-ouest de Porto Alegre. Elle se situe à une latitude de 30° 40′ 25″ sud et à une longitude de 51° 23′ 47″ ouest, à 5 m d'altitude. Sa population était estimée à 19 557 en 2007, pour une superficie de 804 km2. L'accès s'y fait par les BR-116 et RS-717.
La commune est établie au bord de la Lagoa dos Patos.

## Villes voisines
- Barra do Ribeiro
- Arambaré
- Sentinela do Sul